# Feingerippte Körbchenmuschel
Die Feingerippte Körbchenmuschel (Corbicula fluminalis) ist eine im Süßwasser lebende Muschel-Art aus der Familie der Körbchenmuscheln (Corbiculidae). Sie ist in Europa ein Neozoon, das aus Vorderasien oder Zentralasien eingeschleppt wurde. Die Feingerippte Körbchenmuschel und die aus Ostasien eingeschleppte Grobgerippte Körbchenmuschel (Corbicula fluminea) sind nur schwer anhand des Gehäuses zu unterscheiden; sie werden daher oft zusammenfassend als Asiatische Körbchenmuschel(n) bezeichnet.

## Merkmale
Das gleichklappige, mäßig geblähte Gehäuse wird bis 24 mm lang (30 mm). Der Lectotyp hat ein Verhältnis von Länge zu Höhe zu Dicke von 30:30:11 mm (Werte jeweils gerundet). Skuza et al. geben allerdings Werte von 19:19:16 mm an, als sehr viel stärker aufgeblähte Gehäuse. Adultstadium ist es deutlich ungleichseitig, die Wirbel sitzen hinter der Mittellinie. Die Wirbel sind dick aufgewölbt und neigen sich nach vorne. Es ist im Umriss etwas gerundet-schiefdreieckig. Der hintere Dorsalrand ist leicht konvex gerundet und fällt sehr steil ab. Der vordere Dorsalrand ist leicht konkav gerundet und fällt deutlich flacher ab (als der hintere Dorsalrand). Das Hinterende ist sehr weit gerundet, ebenso das Vorderende. Allerdings ist im Vorderrand ein leichter Knick vorhanden zwischen dem Dorsalrand und dem Ventralrand. Die Schlossplatte ist breit und besitzt Seitenzähne. In der linken Klappe sitzen drei Hauptzähne und je einen dicken vorderen und hinteren Seitenzahn. In der rechten Klappe sind ebenfalls drei Hauptzähne vorhanden, die jeweils zwei Seitenzähne sind aber verdoppelt. Die beiden Schließmuskel sind etwa gleich groß (isomyar). Die Mantellinie ist ohne Mantelbucht.
Die aragonitische Schale ist vergleichsweise sehr dick und auch festschalig. Die Färbung der Außenseite ist ocker und hat manchmal einen schwachen Grünstich. Die Innenseite kann zwischen blassblau und violett variieren. Die Ornamentierung besteht aus randparallelen, scharfen, feinen Rippen, etwa 14 bis 15 Rippen auf einen Zentimeter in regelmäßigen Abständen. Das Periostracum ist glänzend olivgrün.
Ein zweiter Morphotyp, der sich statistisch aber nicht signifikant vom Lectotyp unterschied, hatte ein etwas niedrigeres Gehäuse (im Verhältnis zur Länge) und einen zentral sitzenden Wirbel. Die Schlossplatte war etwas schmaler, aber die Ornamentierung stimmt mit dem des Lectotyps überein.
Die Siphonen sind dünn mit rundlichen Öffnungen. Um den Einströmsipho sind ca. 40 Papillen in ein oder zwei Reihen platziert, um den Einströmsipho 12 bis 20 Papillen.

## Ähnliche Art
Die beiden in Mitteleuropa vorkommenden Arten der Körbchenmuscheln (Corbicula), die Feingerippte Körbchenmuschel (Corbicula fluminalis) und die Grobgerippte Körbchenmuschel (Corbicula fluminea) unterscheiden sich in der Adultgröße und in der Feinheit der Rippen. Die Feingerippte Körbchenmuschel wächst auch langsamer und bleibt auch kleiner trotz im Durchschnitt höherer Lebenserwartung. Allerdings sind die genannten Merkmale etwas variabel, und es gibt offensichtlich auch Mischformen. Molekulargenetische Befunde haben die zwei unterschiedlichen Arten bestätigt, aber auch Bastarde gefunden, d. h., dass die beiden Arten hybridisieren können. Die beiden Arten bleiben jedoch insgesamt stabil.

## Geographische Verbreitung

### Ursprüngliche Verbreitung
Das ursprüngliche Verbreitungsgebiet der Feingerippten Körbchenmuschel umfasst Vorderasien (das Typmaterial stammte aus dem Euphrat), Zentralasien (Usbekistan) und dem Kaukasus (Aserbaidschan) und Nordafrika. Die Tiere leben bevorzugt auf sandigen und schlammigen Flussböden.

### Heutige Verbreitung
Die Feingerippte Körbchenmuschel (Corbicula fluminalis) kommt heute in fast allen größeren mitteleuropäischen Flüssen vor, oft sympatrisch mit der Grobgerippten Körbchenmuschel (Corbicula fluminea).

## Fortpflanzung und Lebensweise
Die Feingerippte Körbchenmuschel (Corbicula fluminalis) ist ein Suspensionsfiltrierer, der Kleinstorganismen (Phytoplankton etc.) und organischen Detritus aus dem Wasser heraus filtriert. Vermutlich besteht der Hauptanteil aus organischem Detritus und Bakterien auf dem Detritus, da die Hauptgewichtszuname im Winterhalbjahr beobachtet wurde, in dem der Anteil an Phytoplankton sehr gering ist. Die Laichzeiten lagen entsprechend im Oktober und März. Die Geschlechtsreife kann schon nach einem halben Jahr und bei einer Gehäuselänge von 7 mm erreicht werden, meist wird die Geschlechtsreife jedoch erst nach einem Jahr erreicht.
Nach Untersuchungen, die an Exemplaren aus dem Rhein gemacht wurden, ist die Art weitgehend getrenntgeschlechtlich, nur ein kleiner Teil (3 %) ist hermaphroditisch. In anderen Populationen könnte der Anteil an hermaphroditischen Exemplaren höher sein. Die Laichzeit beginnt im Oktober, wenn die Wassertemperaturen unter 15 °C fallen. Im Oktober/November gaben ca. 50 % der Individuen ihre männlichen Geschlechtsprodukte ins freie Wasser ab. Eine zweite Laichperiode wurde im März/April beobachtet, nach dem Anstieg der Wassertemperaturen von 6,5 °C (Februar), auf 9 °C (März) bzw. 11,5 °C (April). Die Geschlechtsreife wird bei einer Länge von etwa 7 mm erreicht. Rajagopal et al. fanden keine Larven in den Kiemen und nahmen deshalb an, dass sich die Larven im freien Wasser entwickeln. In Frankreich wurden in den Kanälen des Midi vier Kohorten der Feingerippten Körbchenmuscheln gefunden, was auf eine Lebenserwartung von vier Jahren schließen lässt.
Konträre Ergebnisse zur Larvalentwicklung fand Alexei V. Korniushin in Exemplaren von Corbicula fluminalis aus Aserbaidschan, Usbekistan und Ägypten. Alle untersuchten Tiere waren simultane Hermaphroditen. In den Kiemen wurden Larven mit D-förmigem Prodissoconch gefunden, die Exemplare maßen 185 ± 11 µm. Dies deutet darauf hin, dass die Brutzeit relativ kurz ist. Die Widersprüche zu den Beobachtungen von Rajagopal et al. (keine Brutpflege) erklärt er dadurch, dass die Brutpflege bei Corbicula fluminalis entweder fakultativ ist oder dass Rajagopal Exemplare mit Larven nur deshalb nicht gefunden haben, weil die Zeit der Inkubation der Larven wahrscheinlich sehr kurz ist.
Interessant ist zunächst die Studie von Renard et al., die mit Hilfe von morphometrischen und molekularbiologischen Methoden drei Taxa der Gattung Corbicula in französischen Flüssen fanden. Morphometrische und molekularbiologische Daten stimmten jedoch nicht überein. Das dritte Taxon, das in der Rhone gefunden wurde stimmt morphologisch mit Corbicula fluminea über, ist molekularbiologisch jedoch soweit von Corbicula fluminea und Corbicula fluminalis wie diese beiden Taxa voneinander. Pigneur et al. führten diese Untersuchungen weiter aus und kamen zum Schluss, dass das dritte fluminea-ähnliche Taxon mit Corbicula leana, ursprünglich aus Japan stammend, zu identifizieren sind.

## Taxonomie
Das Taxon wurde 1774 von Otto Friedrich Müller als Tellina fluminalis aufgestellt. Es wird heute als gültiges Taxon betrachtet. Der Lectotyp von Tellina fluminalis Müller, 1774 wird im Zoological Museum der Universität
Kopenhagen (ZMUK) aufbewahrt. Allerdings ist der Umfang des Taxon heftig umstritten. Manche Forscher haben einige afrikanische Corbicula-Arten als Unterarten zu Corbicula fluminalis gestellt. Dadurch würde sich die Geographische Verbreitung der Art auf weite Teile Afrikas ausdehnen.

## Paläontologie
Bedeutsam ist das Auftreten von Corbicula fluminalis in verschiedenen Flussterrassen des mittleren Elbe- und des Saalegebietes im Verlauf des Mittelpleistozän. Die Feingerippte Körbchenmuschel wurde hier erstmals 1911 in Terrassenschottern der Unstrut nachgewiesen, die als Körbisdorfer Terrasse bekannt sind und der Holstein-Warmzeit angehören. Im weiteren Verlauf fanden sich Belege auch in gleichalten Terrassen der Saale, der Salzke und der Wipper, bei letzterer korreliert das Vorkommen von Corbicula fluminalis mit der Terrassenstufe des Homo erectus-Fundplatzes von Bilzingsleben. Möglicherweise hängt das Auftreten der Muschelart im Mittelpleistozän des mittleren Elbe- und Saalegebietes mit aufsteigenden Salzsolen des Zechsteinsalinars zusammen, was eine allgemeine Versalzung der Flüsse bewirkte. Da Nachweise aus Flussterrassenschottern in nachfolgenden Warmzeiten des Pleistozäns fehlen, ist hier von einem einmaligen Ereignis auszugehen. Corbicula fluminalis stellt damit einen wichtigen stratigraphischen Anzeiger in der Region dar.